# FK Dainava Alytus
Maillots
Actualités
Le FK Dainava Alytus est un club de football lituanien basé à Alytus. Le club a été créé en 2003 sous le nom de FK Alytis avant d'être renommé FK Dainava en décembre 2010 à la suite de la fusion avec le FK Vidzgiris Alytus.

## Histoire
L'histoire du Dainava est liée à celle de ses deux clubs prédécesseurs, le FK Alytis et le FK Vidzgiris.
Le FK Alytis Alytus a été fondé en 2003, héritier d'un ancien club d'Alytus existant entre 1965 et 2002, l'Alytis. L'Alytis commença à jouer en 3e division lituanienne et fut promu à l'échelon suivant dès la fin de sa première saison. Le club s'établit vite comme l'une des meilleures équipes de la I Lyga, remportant cette 2e division lituanienne en 2005 et 2007 et finissant deuxième en 2006 et de 2008 à 2010. Le club participe même à la coupe des régions de l'UEFA en 2007 et 2009.
Le FK Vidzgiris Alytus a été fondé en 2000. L'équipe n'était pas aussi performante que sa rivale et commença à jouer dans les ligues mineures lituaniennes avant d'accéder à la troisième division en 2005. Après avoir passé 2 saisons proches de la tête de cette division, le Vidzgiris accédera à la deuxième division pour la saison 2010, que l'équipe finira à la 3e place.
Les deux équipes rivales fusionnent en décembre 2010 et prennent le nom de FK Dainava Alytus, avec pour objectif d'obtenir une licence pour le championnat de Lituanie de football 2011. Cette licence sera délivrée en mars 2011.
Cette équipe n'est pas la première à évoluer sous le nom de Dainava Alytus : plusieurs autres équipes avaient déjà choisi ce nom, avec une première référence en 1935. Parmi ces équipes, seule celle existant de 1996 et 2003 a évolué dans l'élite, des saisons 1998–99 à 2001.

## Entraîneurs
- Virginijus Sinkevičius
- Rimvydas Kochanauskas (2012)